# Společnost pro vědy a umění
Společnost pro vědy a umění (SVU) je mezinárodní nezisková organizace, která má za cíl spojovat příznivce českého a slovenského intelektu ve světě, a která podporuje mezinárodní spolupráci v kultuře, vědě a vzdělávání. SVU po šest desetiletí propaguje příspěvky českých a slovenských intelektuálů ve světovém dění. Při tom sdružuje nejen zájemce o vytvoření mezinárodní komunity, ale i instituce s podobným zaměřením.
Společnost byla založena ve Washingtonu DC v roce 1958  původně jako součást Československé národní rady americké (ČSNRA s ústředím v Chicagu), na bázi její místní pobočky, a to z iniciativy JUDr. Jaroslava Němce a za významné podpory Vlasty Vrázové, předsedkyně ČSNRA.
Společnost pro vědy a umění byla v letech 1961 až 1978 úředně registrována jako Czechoslovak Society of Arts and Sciences in America ve státě New York a sdružovala zájemce z různých oborů humanitních, přírodních a sociálních věd. Od března 1965 do ledna 1975 SVU disponovala kanceláří na adrese 381 Park Avenue South, New York City. V listopadu 1978 bylo ústředí Společnosti úředně registrováno  v hlavním městě USA Washingtonu DC a oficiální název Společnosti byl následně zkrácen na Czechoslovak Society of Arts and Sciences s ohledem na její stále významnější mezinárodní charakter a nové místní skupiny SVU vznikající také mimo USA.
Veškerý provoz této organizace zajišťují neplacení dobrovolníci. Společnost pro vědy a umění je od svého založení nezávislá a nepolitická.

## Důvody vzniku SVU
Důvodem založení SVU byla úvaha Jaroslava Němce:
Máme-li přispět v boji za svobodnou demokratickou Československou republiku, pak bude především třeba vysvětlit, a to zejména našim americkým kolegům, že my nepřicházíme z nějakých zapadlých koutů východní Evropy, že naše kultura a civilizace byly odedávna součástí západního světa. Na počátku padesátých let pozice Československa ve svobodném světě nebyla lepší než v době Mnichova, kdy byla charakterizována Chamberlainovým výrokem, že o nás nic neví. A to, co ví o nás, Češích a Slovácích, bylo většinou neobjektivní.
Máme-li změnit něco na této situaci, musíme se zaměřit především na akademické kruhy a university, už proto, že tyto vychovávají nové generace, nové vedoucí osobnosti světa. Ovšem na počátku jsme potřebovali širší základnu mezi našimi českými a slovenskými občany, obzvláště zde v Americe. A tady jsme narazili na odpor. Na jedné straně se naše snahy setkaly s nedůvěrou u krajanů starousedlíků. Tu se nám však podařilo překonat s pomocí nejvýznamnější krajanské organizace, Československé národní rady americké (ČSNRA) v Chicagu, do té míry, že jsme mohli započít, se značnou podporou Vlasty Vrázové, práci pro SVU v rámci místní pobočky ČSNRA ve Washingtonu DC. Daleko obtížnější bylo se vypořádat s naší politickou emigrací dřívějších ministrů, poslanců a politiků, kteří nám jasně dali najevo, že pokládali snahy SVU za nepřípustné vměšování se do jejich domény. A proto jsme zdůrazňovali od prvých našich počátků, že jsme organizací nezávislou a nepolitickou. 

## Zakládající osobnosti a jejich následníci
Jaroslav Němec v roce 1958 přesvědčil světově proslulého matematika Václava Hlavatého, aby se stal prvním předsedou SVU. Sám se stal jejím prvním generálním sekretářem. V letech 1968–1970 byl předsedou SVU a v letech 1980–1985 též editorem zpravodaje SVU NEWS / ZPRÁVY SVU.
Němec si také zajistil hned v počátcích podporu pro SVU mezi umělci a spisovateli: získal Jarmilu Novotnou, Rafaela Kubelíka, Rudolfa Firkušného, Ladislava Radimského a jiné, zatímco mezi politiky získal podporu od Ladislava Feierabenda, Juraje Slávika, Jozefa Lettricha, Arnošta Heidricha, Štefana Osuského. Mezi zakládajícími členy SVU byli také Josef Hašek (otec Elišky Haškové Coolidge) a František Schwarzenberg.
Později se členy Společnosti stala řada významných lidí, např. Miloslav Rechcigl, René Wellek, Leopold Pospíšil, Jan Viktor Mládek... další jména byla publikována v životopisných seznamech členů SVU.

## Periodika
SVU vydává čtvrtletně zpravodaj SVU NEWS/ ZPRÁVY SVU, a pololetně literární magazín v angličtině s názvem KOSMAS - Czech, Slovak, and Central European Studies.
V době nesvobody v Československu SVU vydávala téměř po třicet let literární magazín v češtině a slovenštině: PROMĚNY - PREMENY/ METAMORPHOSES, který publikoval články zakázaných autorů.

## Konference
První světový kongres SVU se konal ve Washingtonu DC v roce 1962. Od té doby vždy v sudém roce SVU pořádá světový kongres. Program zahrnuje přednášky, diskusní panely, koncerty, výstavy a společenské akce. Program přednášek mívá široký záběr napříč disciplínami a poskytuje platformy pro výměnu názorů a vzájemné inspirace. Prvních patnáct kongresů bylo pořádáno v USA a v Kanadě, obvykle na universitních kampusech. Šestnáctý světový kongres SVU v roce 1992 se poprvé konal v Praze.
Mezi kongresy SVU pořádá specializované konference, obvykle v lichém roce.